# Saint-Germain-l'Aiguiller
Saint-Germain-l'Aiguiller är en kommun i departementet Vendée i regionen Pays de la Loire i västra Frankrike. Kommunen ligger i kantonen La Châtaigneraie som tillhör arrondissementet Fontenay-le-Comte. År 2018 hade Saint-Germain-l'Aiguiller 437 invånare.

## Befolkningsutveckling
Antalet invånare i kommunen Saint-Germain-l'Aiguiller
| Referens: INSEE |